# Rathaus Plau am See

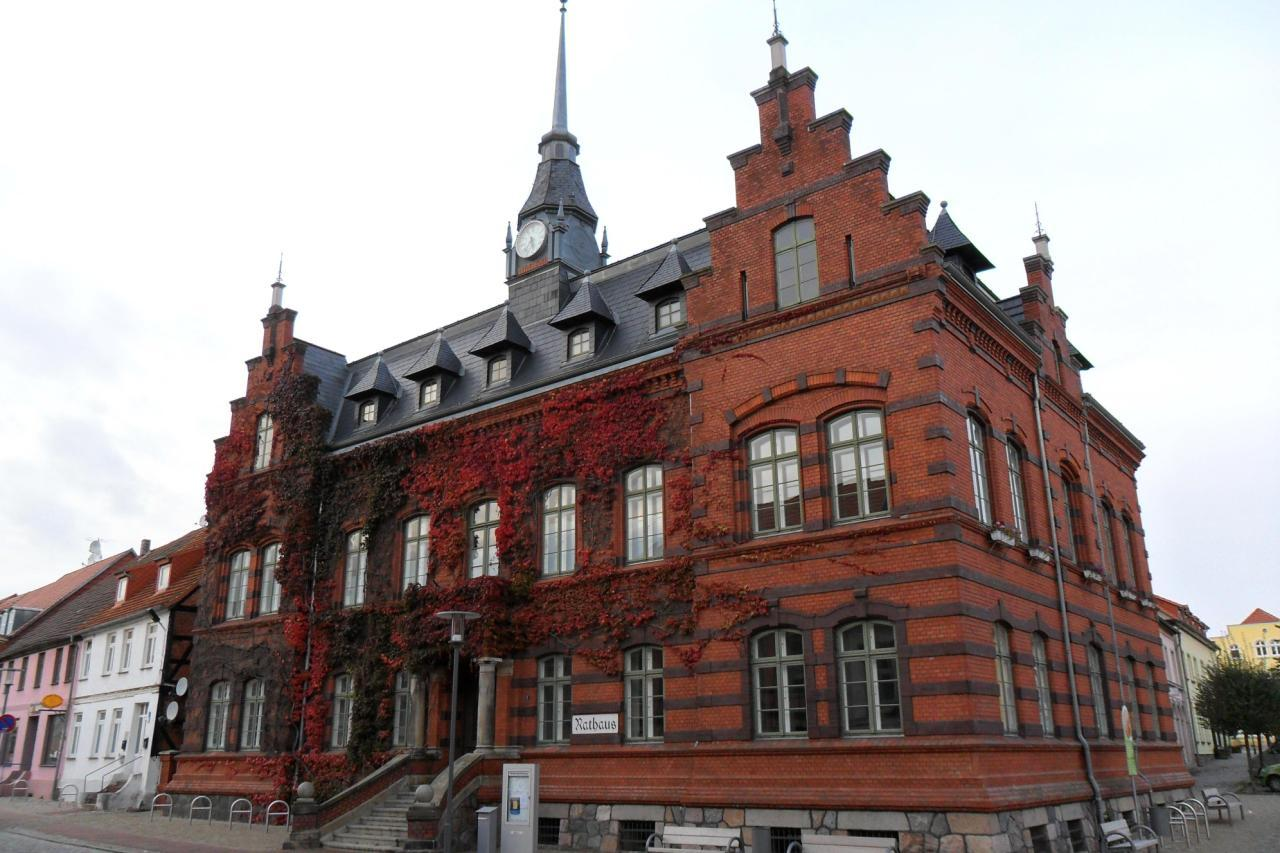
Rathaus Plau am See, 2010

Das Rathaus in Plau am See (Mecklenburg-Vorpommern), Markt 2 / Ecke Marktstraße, wurde im 19. Jahrhundert gebaut.
Das Gebäude steht unter Denkmalschutz.

## Geschichte

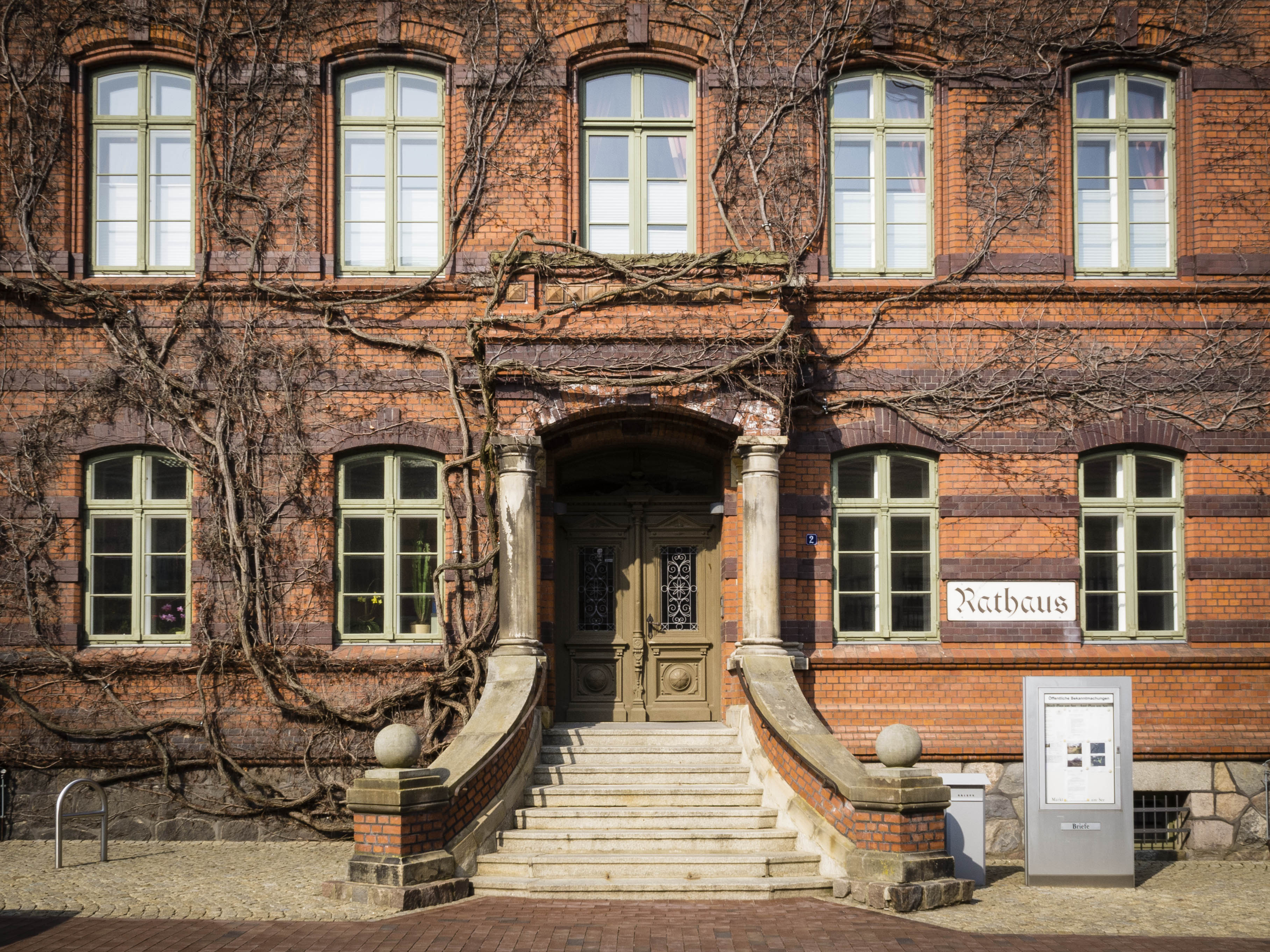
Treppe mit Säulenportal

Plau am See ist in den 1220er Jahren aus einer kleinen slawischen Siedlung entstanden und wurde 1235 erstmals als Stadt erwähnt, 1255 auch ein Rat der Stadt sowie 1455 ein Rathaus. Brände von 1455, 1553, 1696, 1791 und 1888 beschädigten oder zerstörten die ersten Rathäuser. Vom Rathaus von vor 1696 verblieben noch sieben kleine Türme, vom Rathaus von vor 1888 blieben keine Reste.
Das zweigeschossige verklinkerte historisierende Gebäude mit den beiden seitlichen Risaliten und einem mittigen Risalit an der Gebäudeseite, alle mit Treppengiebel, sowie dem markanten Dachreiter mit einer achteckigen Spitze und Laterne sowie der Rathausuhr wurde 1888/89 im Stil der niederländischen Neorenaissance nach Plänen des Landbaumeisters Paul Dreyer (1849–1921) gebaut und am 29. September 1889 eingeweiht. Der Grundriss ist dabei durch Hinzunahme benachbarter Grundstücke wesentlich vergrößert worden.
Vom 2. Mai 1945 bis zum 20. März 1947 war das Rathaus von der sowjetischen Kommandantur besetzt.
Am 8. Januar 1985 brannte der Dachstuhl nach einem Heizungsschaden aus und verursachte erhebliche Schäden, die auch dank Spenden aus der Einwohnerschaft bis Februar 1987 wieder behoben werden konnten. Der erste „Runde Tisch“ der Bürger aus Plau und Lübz nach der Wende kam am 20. Dezember 1989 im Rathaus zusammen. 1999 erfolgte die Wiederherstellung der Rathausuhr (von J. F. Weule) mit einer neuen Glocke (Kunstgießerei Lauchhammer) und 2002 erhielt das Haus im Rahmen der Städtebauförderung eine neue Heizung. Nach seiner Grundsanierung 2006 mit einem Kostenumfang von 1,3 Millionen Euro konnte das Rathaus am 7. Januar 2007 wieder geöffnet werden. Das Haus ist mit wildem Wein berankt; markant mit seinen Herbstfarben.
Im Rathaus befindet sich ein Teil der Verwaltung vom Amt Plau am See, das für Plau sowie die Gemeinden Barkhagen und Ganzlin zuständig ist. Eine Außenstelle des Amtes befindet sich in der Dammstraße 33.

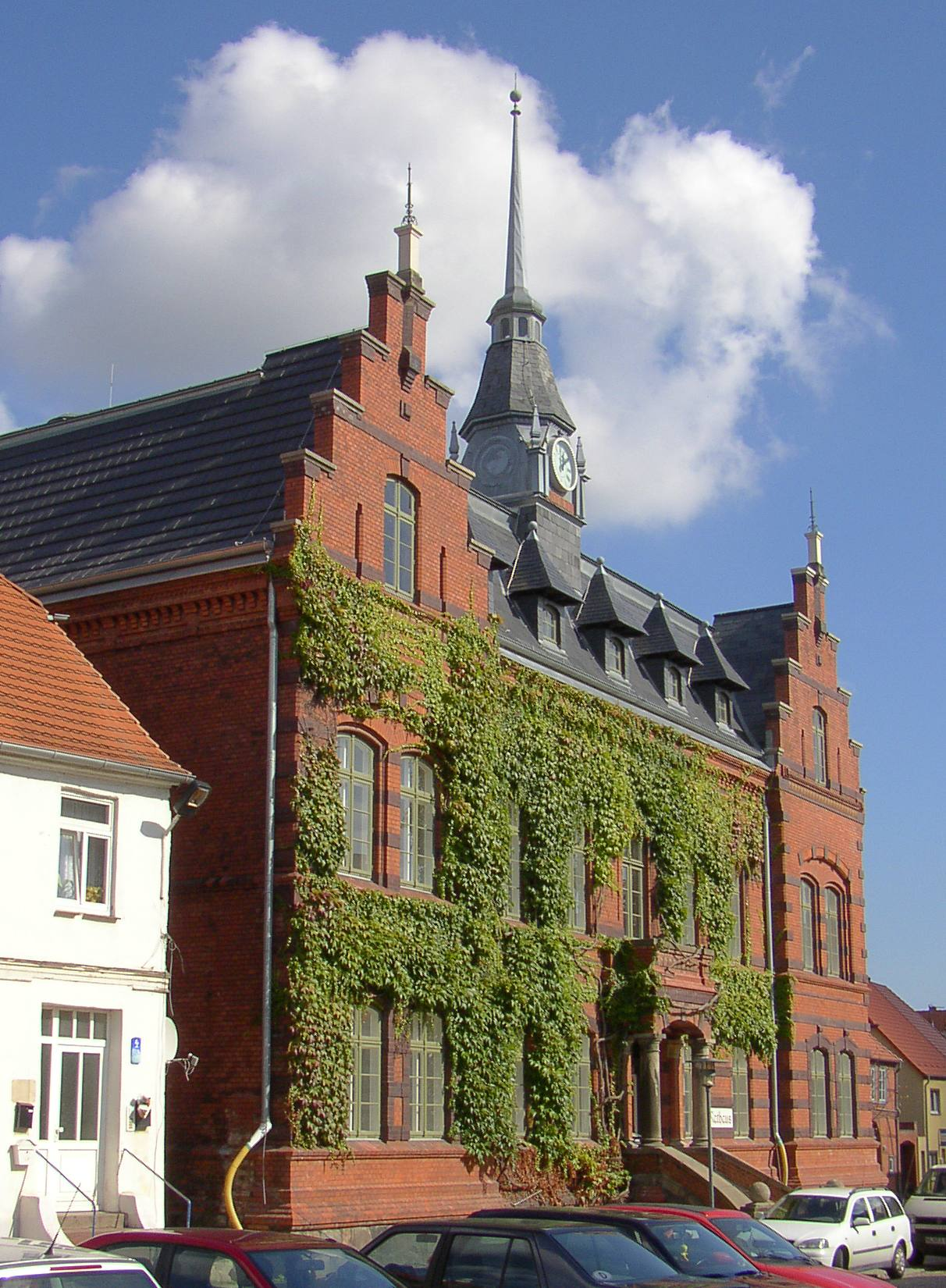
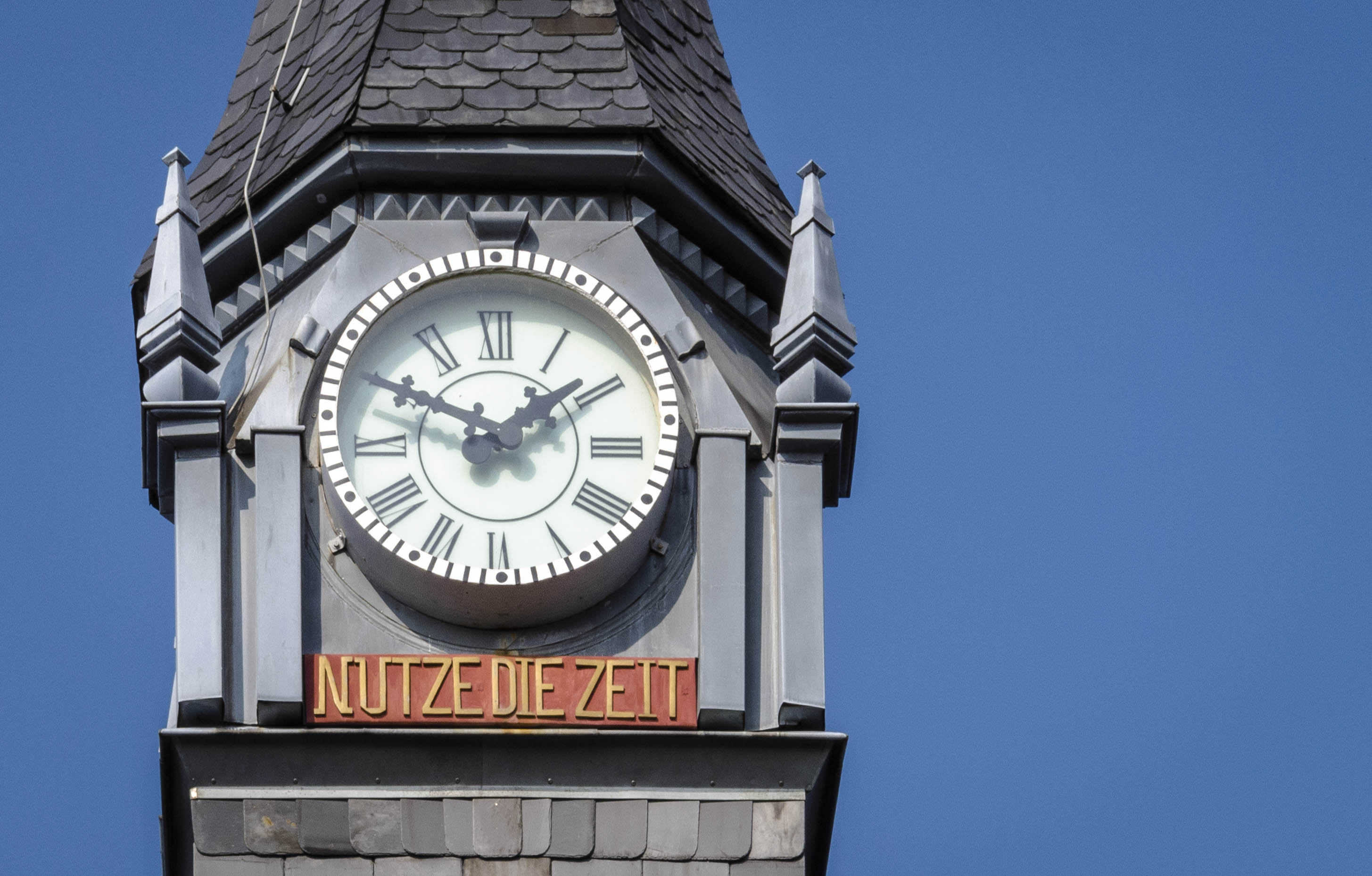
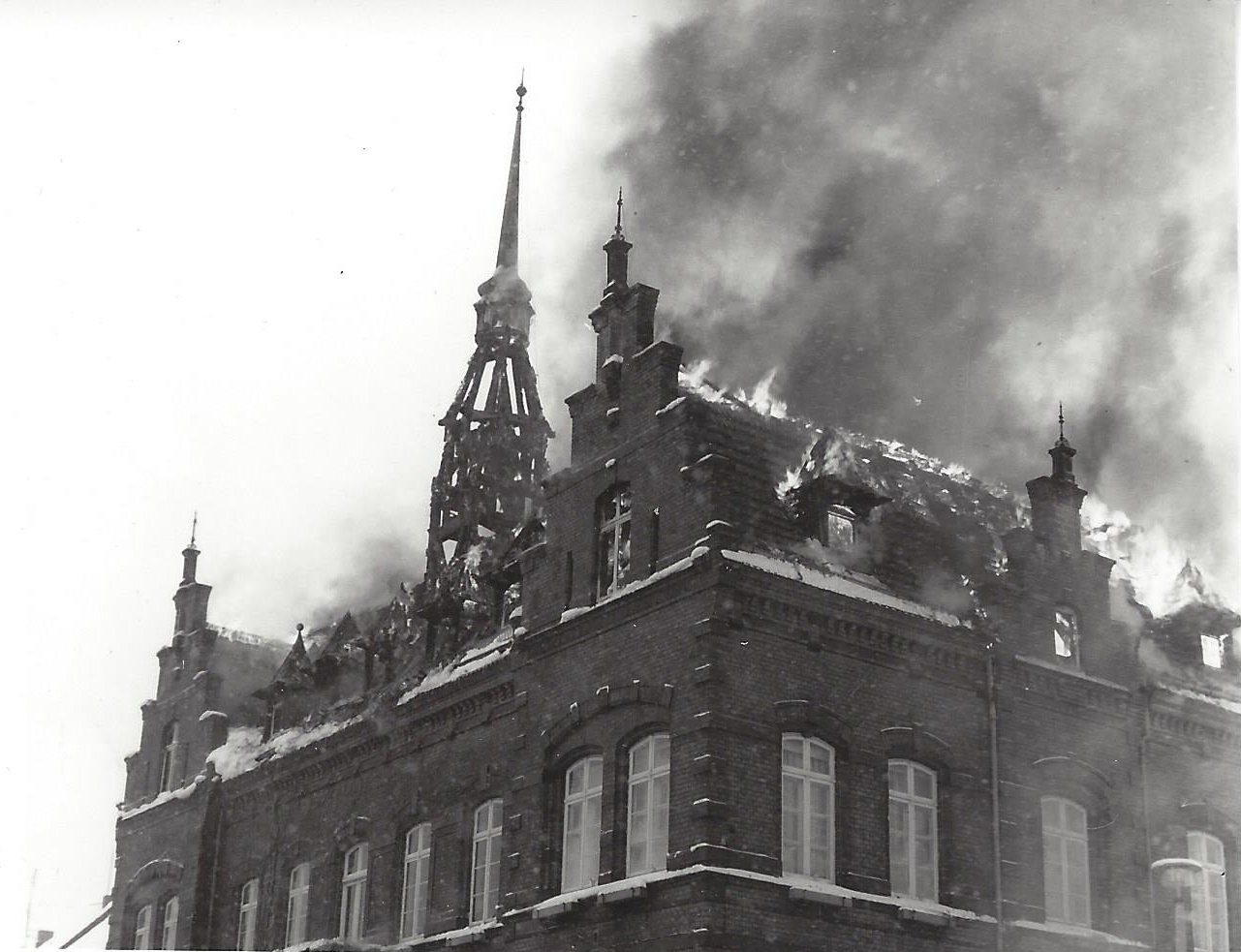
Brand von 1985